# 后稷

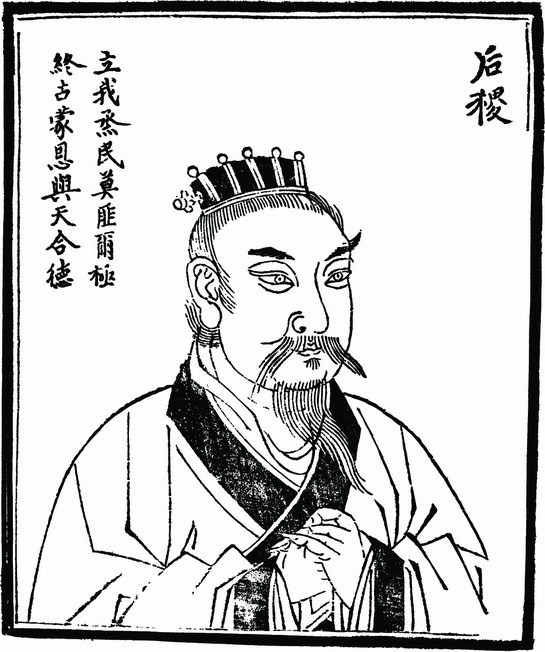
后稷

后稷（こうしょく）は、伝説上の周王朝の姫姓の祖先。中国の農業の神として信仰されている。姓は姫、諱は棄、号は稷。不窋（ふちゅつ）の父。后稷はもともと棄(捨てられし者)という名であったが、農業を真似するものが多くなってきたため、帝舜が、農業を司る者という意味の后稷という名を与えたとされている。后稷の一族は引き続き夏王朝に仕えたが、徐々に夏が衰退してくると、おそらくは匈奴の祖先である騎馬民族から逃れ、暮らしていたという。

## 生涯

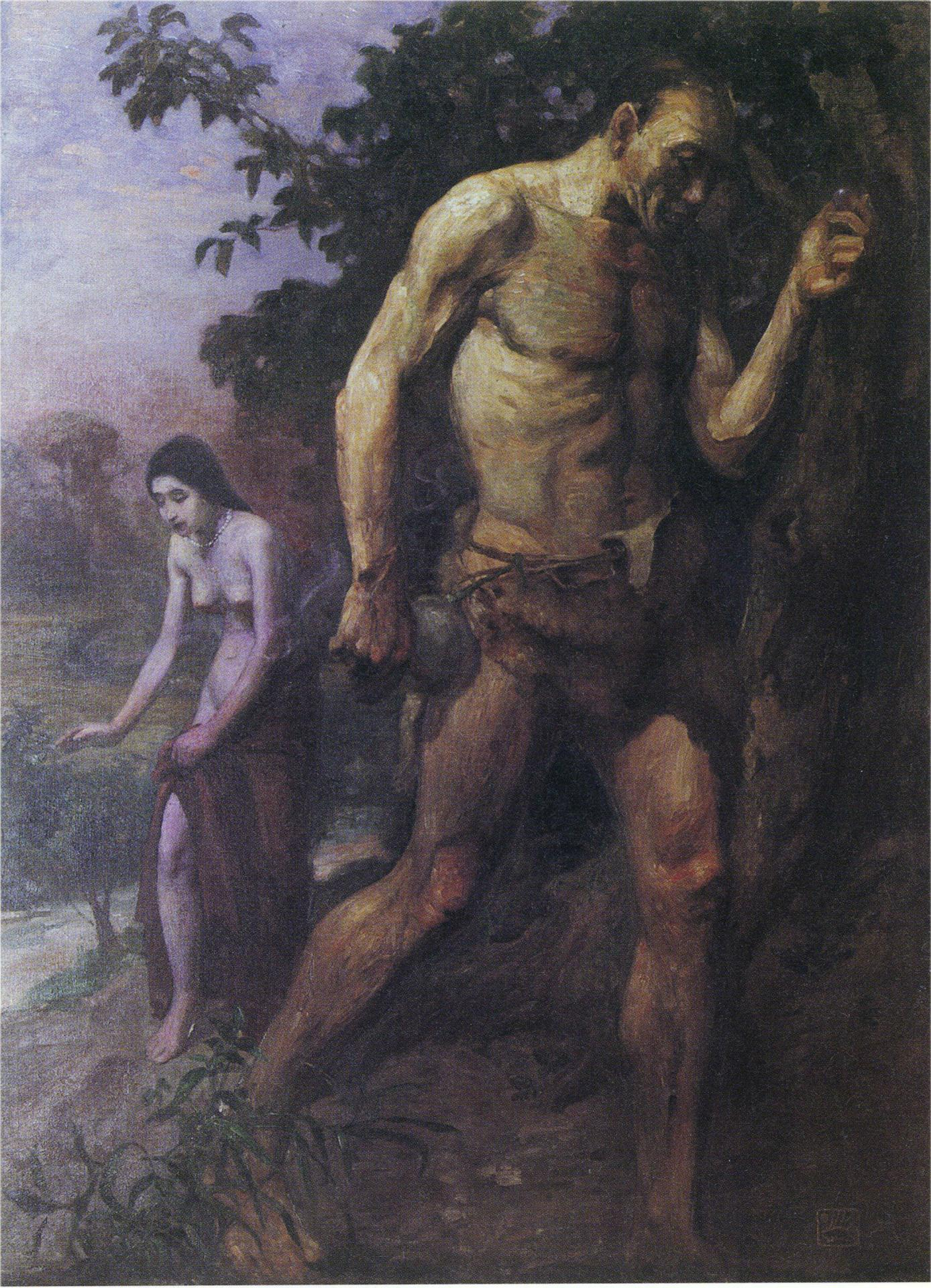
中村不折「巨人の蹟」1912年

『史記』周本紀によれば、帝嚳の元妃（正妃）であった姜嫄が、野に出て巨人の足跡を踏んで妊娠し、1年して子を産んだ。姜嫄はその赤子を道に捨てたが牛馬が踏もうとせず、林に捨てようとしたがたまたま山林に人出が多かったため捨てられず、氷の上に捨てたが飛鳥が赤子を暖めたので、不思議に思って子を育てる事にした。棄と名づけられた。『山海経』大荒西経によると、帝夋（帝嚳の異名とみなす説が有力）の子とされる。
棄は成長すると、農耕を好み、麻や菽を植えて喜んだ。帝の舜に仕え、農師をつとめた。また后稷の官をつとめ、邰に封ぜられて、后稷と号した。
死後、子の不窋が後を嗣いだ。

## 考証
『魏志』東夷伝・夫餘に「昔、北方に高離の国というものがあった。その王の侍婢が妊娠した。〔そのため〕王はその侍婢を殺そうとした。〔それに対して〕侍婢は、『卵のような〔大きさの〕霊気がわたしに降りて参りまして、そのために妊娠したのです』といった。そのご子を生んだ。王は、その子を溷（便所）の中に棄てたが、〔溷の下で飼っている〕豚が口でそれに息をふきかけた。〔そこで今度は〕馬小屋に移したところ、馬が息をふきかけ、死なないようにした。王は天の子ではないかと思った。そこでその母に命令して養わせた。東明と名づけた。いつも馬を牧畜させた。東明は弓矢がうまかった。王はその国を奪われるのではないかと恐れ、東明を殺そうとした。東明は南に逃げて施掩水までやってくると、弓で水面をたたいた。〔すると〕魚鼈が浮かんで橋をつくり、東明は渡ることができた。そこで魚鼈はばらばらになり、追手の兵は渡ることができなかった。東明はこうして夫餘の地に都を置き、王となった」とある。一方、『史記』巻四・周本紀に「周の后稷、名は棄。其の母、有邰氏の女にして、姜原と曰う。姜原、帝嚳の元妃と為る。姜原、野に出で、巨人の跡を見、心に忻然として說び、之を踐まんと欲す。之を踐むや、身動き、孕める者の如し。居ること期にして子を生む。不祥なりと以為い、之を隘巷に棄つ。馬牛過る者皆な辟けて踐まず。徙して之を林中に置く。適會、山林人多し。之を遷して渠中の冰上に棄つ。飛鳥、其の翼を以て之を覆薦す。姜原以て神と為し、遂に收養して長ぜしむ。初め之を棄てんと欲す。因りて名づけて棄と曰う」という牛馬が避け、鳥が羽で覆って守った、という后稷の神話が記載してある。内藤湖南は、夫余と后稷の神話が酷似していることを指摘しているが、「此の類似を以て、夫餘其他の民族が、周人の旧説を襲取せりとは解すべからず。時代に前後ありとも、支那の古説が塞外民族の伝説と同一源に出でたりと解せんには如かず」といい、同様の神話が、三国時代の呉の康僧会が訳した『六度集経』にもあることを指摘し、「此種の伝説の播敷も頗る広き者なることを知るべし」とする。